# Gonatus madokai
Gonatus madokai är en bläckfiskart som beskrevs av Tsunemi Kubodera och Takashi A. Okutani 1977. Gonatus madokai ingår i släktet Gonatus och familjen Gonatidae. Inga underarter finns listade i Catalogue of Life.